# Otton III (cesarz rzymski)

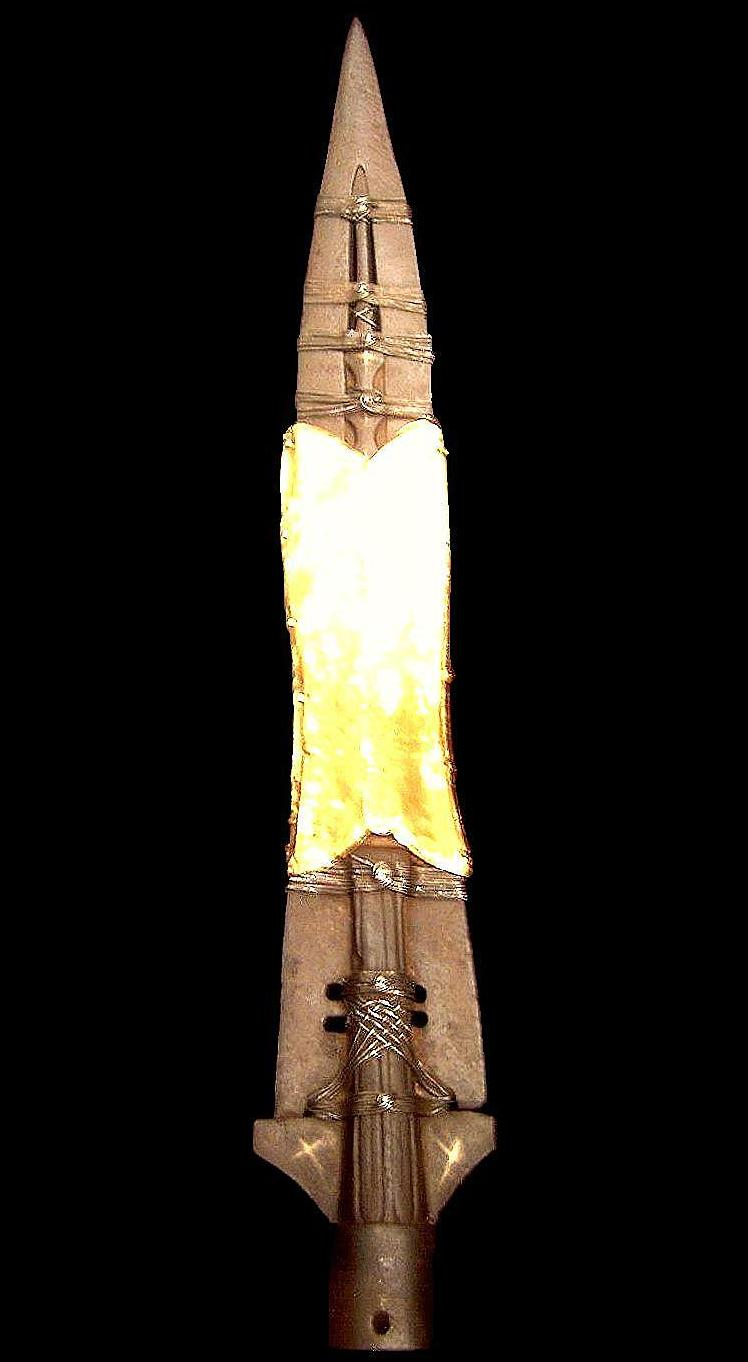
Włócznia Świętego Maurycego – broń ceremonialna, którą uznawano za symbol władzy cesarzy Świętego Cesarstwa Rzymskiego

Otton III (ur. czerwiec/lipiec 980 w Kleve, zm. 23 lub 24 stycznia 1002 roku w Falerii) – władca niemiecki z dynastii Ludolfingów. Król Niemiec od 983 roku, cesarz rzymski od 996 roku. Syn Ottona II i Teofano, księżniczki bizantyjskiej.
Otton III był zwolennikiem idei odnowienia Cesarstwa Rzymskiego, w której polityka podporządkowania Kościoła państwu wiązała się z koncepcją jedności chrześcijańskiej. Uniwersalnej władzy cesarskiej miały być poddane: Germania, Italia, Galia oraz Sclavinia (Słowiańszczyzna). Podczas swojego panowania kilkakrotnie rozprawiał się z rzymską opozycją Krescencjuszów, mianował na papieży Grzegorza V i Sylwestra II, a podczas zjazdu gnieźnieńskiego uniezależnił Polskę od kościelnej władzy Niemiec.

## Życiorys

### Dzieciństwo i młodość
Jako dziecko jeszcze za życia ojca został namaszczony na przyszłego króla Niemiec 25 grudnia 983 roku w Akwizgranie. W trakcie ceremonii koronacyjnej miał pojawić się poseł, który obwieścił śmierć Ottona II. Koronacja nie gwarantowała bezproblemowego przejęcia władzy. Według niemieckiego historyka Gerda Althoffa istnieje kilka wyjaśnień takiego stanu rzeczy: możni i biskupi obawiali się długiego okresu, w którym władzę sprawowałby nieprzygotowany do rządzenia małoletni Otton III, a sytuacja na granicy słowiańskiej i w Italii wymagała sprawnych i skutecznych rządów. Problem z objęciem władzy potęgował książę bawarski Henryk II Kłótnik, będący najbliższym męskim krewnym Ottona III.
Początkowo opiekunem i regentem w imieniu Ottona III był Henryk Kłótnik. W 985 roku regentką została jego matka, Teofano, i pozostawała nią do swej śmierci w 991 roku. Następnie jego babka (matka Ottona II), Święta Adelajda rządziła jako regentka. We wrześniu 994 roku Otton III objął samodzielne rządy. Według Gerda Althoffa przekazywanie władzy Ottonowi III było procesem stopniowym.
Otton III odebrał staranne wykształcenie – potrafił czytać i pisać, ponadto znał dzieła antyczne i święte księgi, mówił po łacinie (prawdopodobnie znał także grekę) oraz zyskał biegłość w teologii, filozofii, historii i prawie. Prawdopodobnie późniejsze określenie mirabilia mundi („cud świata”) odnosi się do jego erudycji. Nauczycielami Ottona III byli zatrudnieni przez Teofano grafowie Hoika i Bernward (późniejszy biskup Hildesheim). Hoika uczył Ottona posługiwania się bronią i edukował go w dworskich i rycerskich sprawnościach, zaś Bernward był odpowiedzialny za ogólne wykształcenie monarchy. Przypuszcza się, że Otton III miał także innych nauczycieli.

### Pierwsze lata rządów
Pierwsze decyzje personalne Ottona III zdradzają odwagę i przekorę we wprowadzaniu zmian. W 994 roku Otton III zatrudnił swojego zausznika (i prawdopodobnie także jednego z jego nauczycieli) Niemca Heriberta na stanowisku zwierzchnika italskiego oddziału kancelarii królewskiej. Decyzja króla była nowością, gdyż wcześniej to stanowisko obejmowali duchowni z italskiej części kraju. Gdy w 994 roku zmarł biskup Ratyzbony Wolfgang, Otton wbrew decyzji zmarłego, wyborowi ratyzbończyków oraz obranego na wakat ratyzbońskiego duchownego Taginona wyniósł do godności biskupiej swojego kapelana Gebharda.
Latem 995 roku Otton III (przy wsparciu kontyngentów księcia polskiego Bolesława Chrobrego i księcia czeskiego Bolesława) zorganizował wyprawę militarną przeciwko Słowianom Połabskim. Według Gerda Althoffa misja zakończyła się niepowodzeniem, gdyż nie zdołano skutecznie stłumić oporu Słowian, zaś jesienią Słowianie przeprowadzili kilka zbrojnych wypraw do Saksonii. Zainteresowanie wyprawą Ottona wynika głównie z konfliktu pomiędzy czeskimi rodami możnowładczymi – Przemyślidami i Sławnikowicami, których przedstawiciele znajdowali się w czeskich oddziałach. W trakcie wyprawy książę czeski Bolesław nakazał najechać na grody Sławnikowców i zabić wszystkich członków tej rodziny. Na podstawie dokumentu z 6 grudnia 995 roku można przypuszczać, że Otton III miał związek z zajściami w Czechach. Ów dokument zarządza znaczące powiększenie biskupstwa w Miśni. Reorganizacja została przeprowadzona kosztem biskupstwa praskiego i arcybiskupstwa magdeburskiego.

### Pierwsza wyprawa do Rzymu
W 995 roku Otton III otrzymał prośbę o pomoc od papieża Jana XV, któremu zagrażał prefekt Rzymu Krescencjusz. W marcu 996 roku Otton III wyruszył z Ratyzbony do Italii. Według ówczesnych przekazów miały miejsce rozmaite symboliczne czynności, za pomocą których monarcha manifestował swoją władzę. Na czele orszaku kazał umieścić Świętą Włócznię, dzięki której oddał się pod ochronę relikwii oraz wskazywał wyraźnie na swoje roszczenia do godności cesarskiej (również w tym sensie, że Otton III przy pomocy Włóczni będzie walczyć z poganami). Podczas pobytu w Weronie Otton III został ojcem chrzestnym doży Piotra II Orseolo. W Pawii władca dowiedział się o śmierci wygnanego Jana XV. Do prerogatyw cesarza należało wybranie nowego papieża (nominowany został jako pierwszy niemiecki papież Bruno z Karyntii, który przybrał imię Grzegorz). Podczas postoju w Rawennie zaprezentował się jako władca Italii z imperialnymi pretensjami oraz skrytykował tamtejszych hrabiów i margrabiów. 21 maja 996 roku (w dniu Wniebowstąpienia Pańskiego) Grzegorz V koronował w Rzymie niespełna 16-letniego Ottona III. Po uroczystościach koronacyjnych odbył się synod, któremu przewodniczyli razem cesarz i papież. Wiosną 996 roku cesarz skazał Krescencjusza na wygnanie, jednak na prośbę Grzegorza V ułaskawił go.
W Rzymie Otton III poznał biskupa praskiego Wojciecha z czeskiego rodu Sławnikowców. Władcę zafascynował ascetyczny tryb życia kapłana. Otton III przez całe życie czcił Wojciecha, który podczas wyprawy misyjnej na Prusach poniósł męczeńską śmierć 23 kwietnia 997 roku. Wpływ na Ottona III miał także Gerbert z Aurillac, którego powołał na swój dwór jako nauczyciela i doradcę politycznego. Cesarz poznał Gerberta podczas synodu w Rzymie (jedną ze spraw, o których dyskutowano podczas synodu był niespełniający kryteriów kościelnoprawnych wybór Gerberta na arcybiskupa Reims). W jednym z listów Otton III chciał, by Gerbert wytrzebił z niego „saskie nieokrzesanie” (Saxonica rusticitas) i zdobył w jego miejsce greckie „obycie” (subtilitas). Według Gerda Althoffa prośba o pozbycie się „saskiego nieokrzesania” było kpiarską aluzją do samozadowolenia Gerbeta ze swojej erudycji. Gerbet z Aurillac przekonywał władcę, że do niego należy cesarstwo rzymskie (składające się z Italii, Germanii, Galii i Sclavinii). W ten sposób w świadomości Ottona umocniła się idea imperialna. W dowód wdzięczności Gerbert został później arcybiskupem Rawenny, a w 999 roku został wybrany na papieża (przyjął imię Sylwester II).
Otton III opuścił Rzym w 996 roku w wyniku problemów ze zdrowiem. Cesarz zlecił ochronę i wsparcie papieża margrabiemu Hugonowi z Tuskulum oraz grafowi Konradowi ze Spoleto. Z listu pożegnalnego Ottona do Grzegorza wnioskowano, że pomiędzy cesarzem a papieżem doszło do sporu w kwestii przynależności ośmiu hrabstw. Wkrótce po wyjedźcie Ottona III Grzegorz V został wypędzony z Rzymu i do 998 roku żył w północnej Italii.

### Druga wyprawa do Rzymu
W grudniu 997 roku Otton III zorganizował drugą wyprawę do Rzymu, która miała za zadanie przywrócenie Grzegorza V na urząd i wypędzenie antypapieża Jana XVI (osadzonego przez prefekta rzymskiego Krescencjusza). Antypapieżem był Jan Filagatos – arcybiskup Piacenzy, który krótko przed objęciem władzy wrócił z misji dyplomatycznej do Bizancjum, zorganizowanej przez cesarza. Nieznana jest przyczyna zmiany frontu. Gdy w lutym 998 roku wojska Ottona III stanęły pod Rzymem, pewna część mieszkańców miasta ułożyła się z cesarzem i wpuściła go do Rzymu. Antypapież Jan XVI uciekł z miasta i próbował ukryć się w okolicy, jednakże został złapany przez oddział wojowników Ottona III pod dowództwem alemańskiego grafa Bezelina. Antypapieża oślepiono, obcięto mu nos i język, a następnie przyprowadzono do Rzymu przed oblicze cesarza i papieża Grzegorza V (który kazał dodatkowo odrzeć go z szat papieskich, posadzić tyłem na ośle, każąc używać jego ogona jako cugli). Krescencjusz został złapany podczas oblężenia Zamku Świętego Anioła. Został ścięty, a jego ciało zrzucono z murów zamku. Następnie ciało Krescencjusza i dwunastu jego towarzyszy powieszono za nogi na Monte Mario i wystawiono na widok publiczny. We współczesnej historiografii ekspedycja Ottona III jest nazywana „wyprawą odwetową”. Już w średniowieczu mieszkańcy Italii krytykowali cesarza i papieża za okrutne potraktowanie Jana XVI (w niemieckich źródłach nie pojawiła się krytyka). Italski eremita Nil pragnął zabrać oślepionego dziewięćdziesięcioletniego Jana XVI ze sobą do klasztoru, na co nie zgodził się Otton III i Grzegorz V. Według Kroniki Thietmara ludzie przerazili się nowym władcą, który uchodził za przyszłego cesarza pokoju.
Aby pozyskać w Rzymie większy autorytet Otton III nakazał wznieść nowy zamek cesarski na Palatynie. Podobnie jak cesarze rzymscy w swoich dokumentach używał tylko pieczęci. Na bullach znajdowała się dewiza Renovatio imperii Romanorum („odnowa cesarstwa rzymskiego”). Zostały wprowadzone także rzymsko-bizantyjskie tytuły urzędów. Będący kanclerzem Italii arcybiskup Herybert z Kolonii nazywał się odtąd logothet („mówca”) lub archilogothet („wielki mówca”). Inni zostali magister militum (dowódca) lub magister palatii („zwierzchnik pałacu”), patricius („przedstawiciel władzy”) czy praefectus navalis („komendant floty”). Protospatar („przewodniczący sądu”) musiał złożyć pocałunek na ramieniu władcy. Otton III wprowadził także zwyczaj spożywania posiłków samotnie, zasiadając przy półokrągłym stole ustawionym na podwyższeniu.
Po egzekucji Krescencjusza narodził się pomysł stworzenia nowej pieczęci cesarskiej. Przedstawia ona cesarza w koronie płytowej, który siedzi na szerokim tronie, z uniesionymi rękami. W dłoniach trzyma berło i ozdobiony krzyżem globus. Ten wizerunek zatwierdzono na przyszłość jako pieczęć, której odtąd mieli używać wszyscy zasiadający na tronie. Ponadto Otton III przyjął tytuł Romanorum imperator augustus („szlachetny cesarz Rzymian”). Dewiza nawiązuje do cesarskiej dewizy Karola Wielkiego Renovatio Romani imperii. Nowa dewiza widnieje na wszystkich dokumentach cesarskich do 1001 roku (po powrocie Ottona III z Gniezna cesarz przyjął dewizę Aurea Roma).

### Koncepcja odnowienia Cesarstwa Rzymskiego

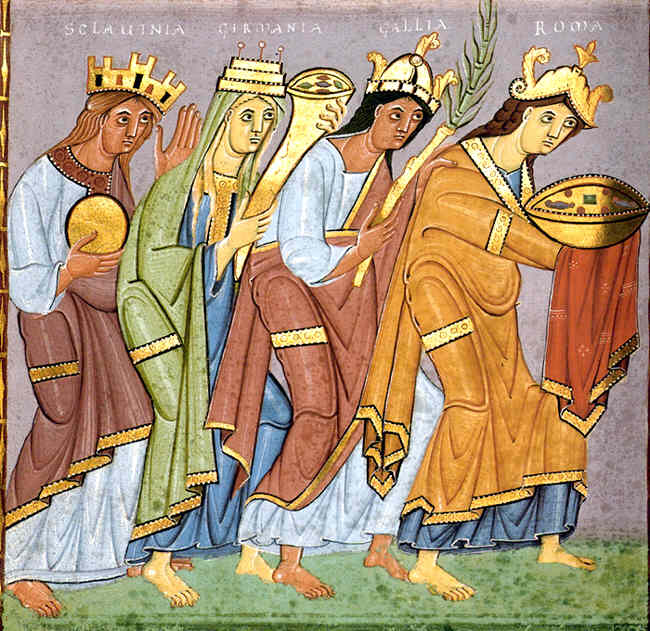
Sclavinia, Germania, Galia i Italia składające hołd Ottonowi III – fragment Ewangeliarza Ottona III

Przy wsparciu Gerbeta z Aurillaca i Leona z Vercelli Otton III około 1000 roku przyspieszył proces przywrócenia Cesarstwa Rzymskiego. Na poziomie władczym i instytucjonalnym miała to być restytucja władzy cesarskiej, kierowanej z Rzymu i wzorowanej na imperatorach starożytnych. Na poziomie religijno-kościelnym cesarz i papież mieli ze sobą ściśle współpracować. W koncepcji Ottona III w jej skład obok Germanii i Italii miały wchodzić Polska i Węgry. Z tego powodu Otton III zgodził się na wybór Stefana na pierwszego króla Węgier oraz wyniósł Bolesława Chrobrego do rangi „przyjaciela i sprzymierzeńca ludu rzymskiego” (populi Romani amicus et socius). Według niemieckiego mediewisty Stefana Weinfurtera przyspieszenie tego procesu wiązało się z narastającym przekonaniem elit politycznych i kościelnych o zbliżającym się końcu świata.
Według Gerberta imperium miały służyć zarówno „bogata w mężów Galia i Germania”, „bogata w plony Italia” oraz „dzielne królestwa Scytów”. W Ewangeliarzu wykonanym w klasztorze Reichenau Ottona III zaczęto przedstawiać jako władcę na tronie, który był otoczony przez świeckich i duchownych możnych. Na sąsiedniej stronie widnieją postacie kobiet z darami, które zbliżają się do cesarza w pozie służebnej. Kobiety symbolizują krainy podporządkowane cesarzowi i są podpisane nazwami tychże krain.

### Zjazd gnieźnieński

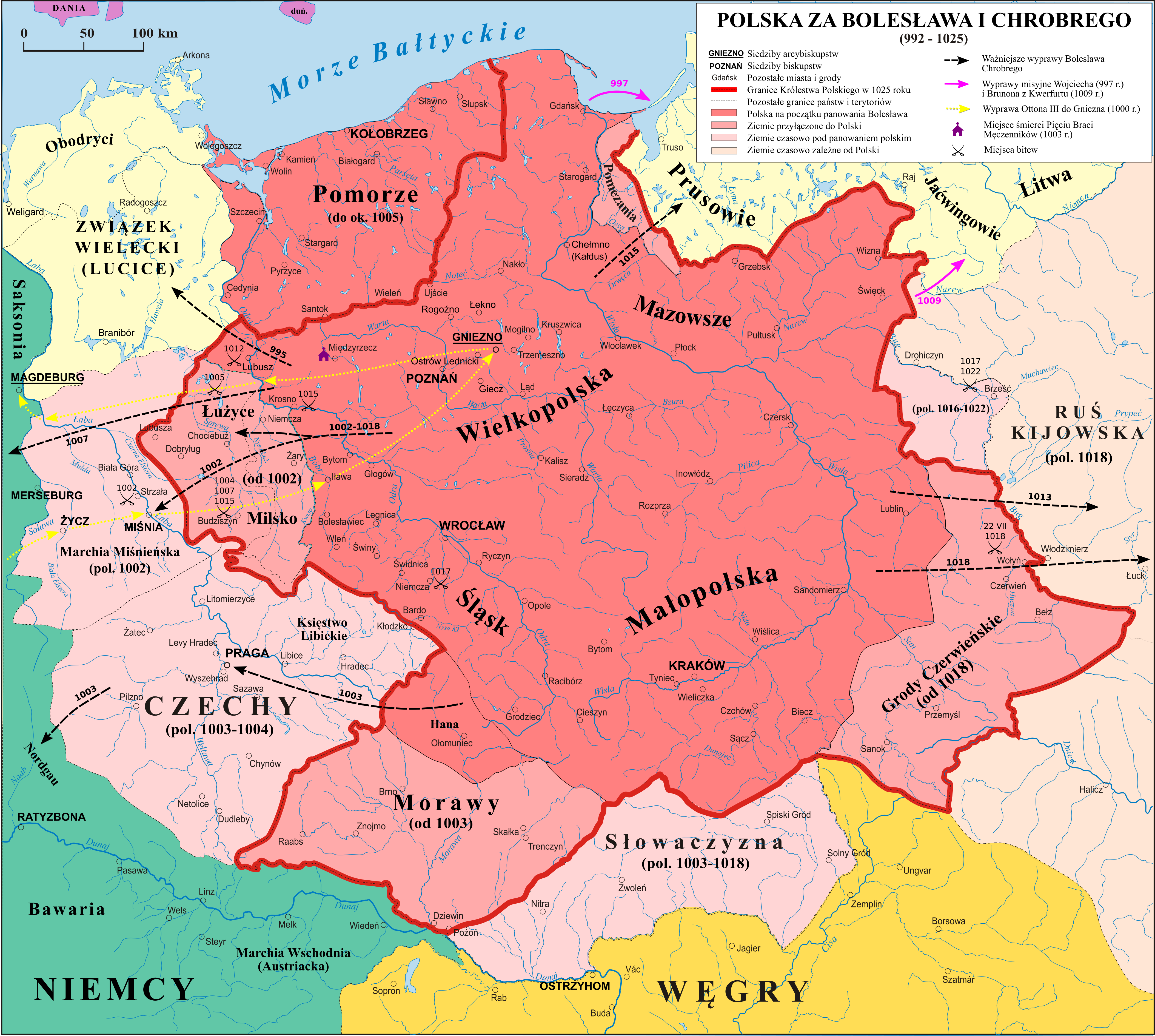
Polska Bolesława Chrobrego. Trasa Ottona III (żółta), miejsce zjazdu gnieźnieńskiego (oznaczone miniaturą włóczni św. Maurycego) oraz ustanowione wówczas biskupstwa.

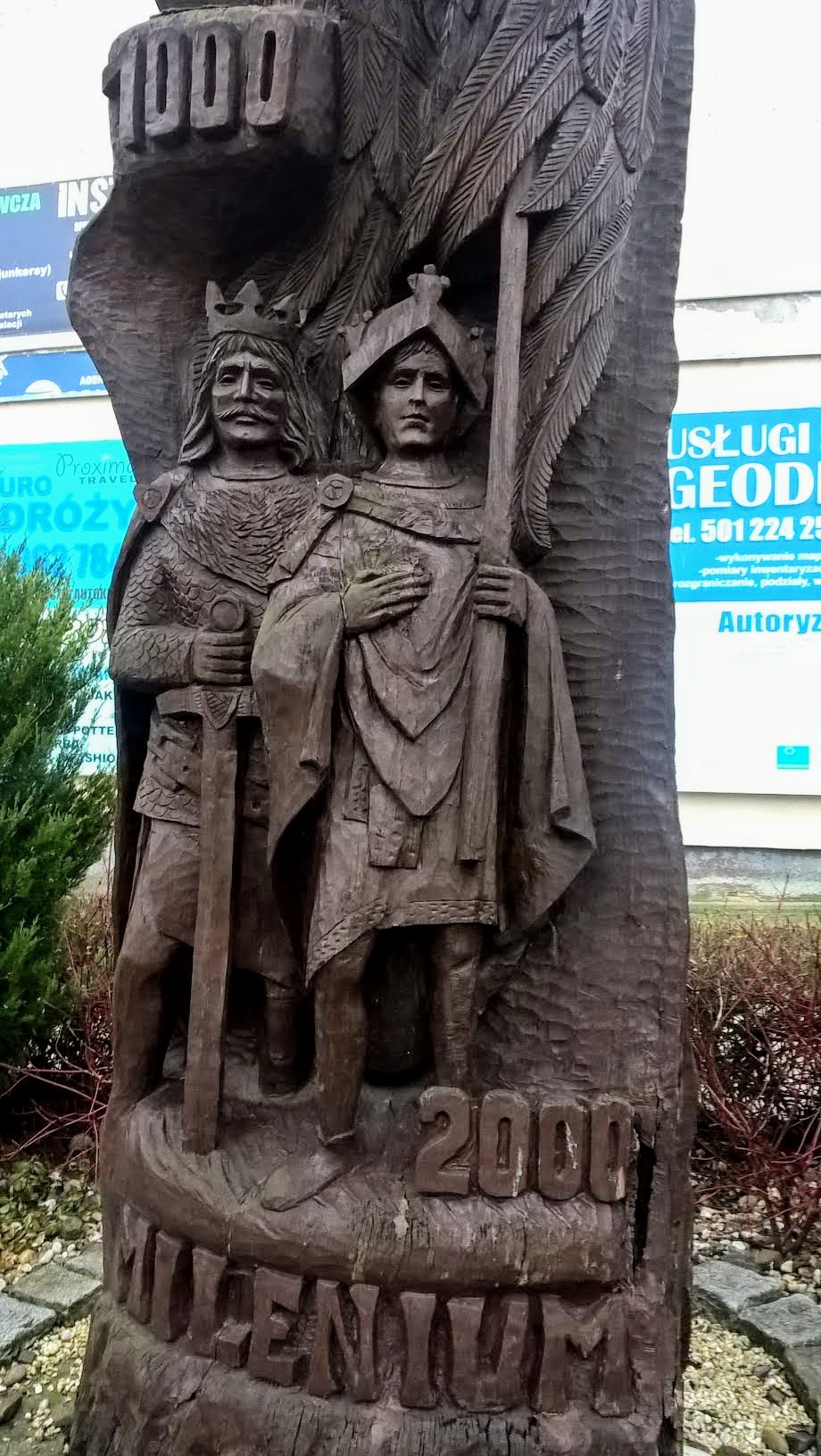
Otton III (z prawej) obok Bolesława Chrobrego na rzeźbie w Szprotawie, upamiętniającej spotkanie obu władców w Iławie w drodze do Gniezna.

2 grudnia 999 roku powstał dokument dotyczący sporu prawnego wokół klasztoru Farfa w Fara in Sabina. Jednym ze świadków sporu był Radzim Gaudenty – brat św. Wojciecha i arcybiskup powstałego w 1000 roku arcybiskupstwa w Gnieźnie, któremu miały zostać podporządkowane biskupstwa w Kołobrzegu, Krakowie i Wrocławiu. Dokument ten jest świadectwem przygotowania prowincji kościelnej, która miała znacząco wpłynąć na wydarzenia w Europie Wschodniej. Poprzez utworzenie prowincji kościelnej władztwu Bolesława Chrobrego przyznano niezależność kościelno-polityczną Polski. Dokument nie wymienia inicjatora owych decyzji.
Według przekazu Galla Anonima podczas spotkania Bolesław Chrobry został uznany przyjacielem Świętego Cesarstwa Rzymskiego i niezależnym władcą, cesarz Otton wyróżnił go dając mu kopię włóczni św. Maurycego i gwóźdź z Krzyża Pańskiego, przy czym cesarz założył mu na głowę swój diadem cesarski, aby przypieczętować wzajemną przyjaźń władców. Bolesław Chrobry pragnął wręczyć cesarzowi dary, jakie dotąd składano władcom niemieckim na znak uznania ich wyższości nad Polską. Otton III odmówił ich przyjęcia, uznając Bolesława za władcę równego sobie.
Kronikarz Thietmar ocenił zjazd powściągliwie. Relacjonując go, ograniczył się do wiadomości poświęconych organizacji kościelnej, pomijając decyzje polityczne. W Kronice Thietmar zarzucił Ottonowi III utworzenie arcybiskupstwa w Gnieźnie, które przyznało Polsce niezależność.
Istnieje kilka teorii tłumaczących zorganizowanie wyprawy do Gniezna. Według jednej (głoszonej między innymi przez Jerzego Strzelczyka), pielgrzymka do grobu św. Wojciecha wiązała się z koncepcją odnowienia Cesarstwa Rzymskiego. Inna teoria kładzie nacisk na inicjatywę Bolesława Chrobrego, który chciał uniezależnić się od Rzeszy (cel ten miał zresztą przyświecać już podporządkowaniu władzy Rzymowi w latach 990–992). Ówczesne źródła wskazują na religijny motyw podróży do Gniezna (według Thietmara z Merseburga Otton pragnął pomodlić się przy grobie swego powiernika Wojciecha). Według tekstów hagiograficznych Otton III pragnął zabrać z Gniezna relikwie św. Wojciecha, na co nie pozwolili mieszkańcy grodu.

### Poszukiwania grobu Karola Wielkiego
Po powrocie do Rzeszy Otton III zorganizował synody w Quedlinburgu i Akwizgranie. Według Kroniki z Novalesa podczas obrad w Akwizgranie Otton III przeprowadził akcję poszukania miejsca pochówku Karola Wielkiego, rzekomo zapomnianego w owym czasie. Cesarzowi udało się odnaleźć grób. Po oddaniu należnego szacunku swemu cesarskiemu poprzednikowi wyjął z grobu kilka przedmiotów, po czym kazał go zamknąć na nowo. Nie są znane dokładne przyczyny, które skłoniły Ottona III do otworzenia grobu Karola Wielkiego. Obok interpretowania tego wydarzenia jako świadectwo młodzieńczej ciekawości otwarcie grobu jest także rozumiane jako nawiązanie do zwyczajów starożytnych (m.in. otwarcia grobu Aleksandra Wielkiego przez Oktawiana Augusta). Przedsięwzięcie Ottona III jest postrzegane jako pierwszy etap kształtowania się kultu Karola Wielkiego.

### Bunt w Rzymie i śmierć

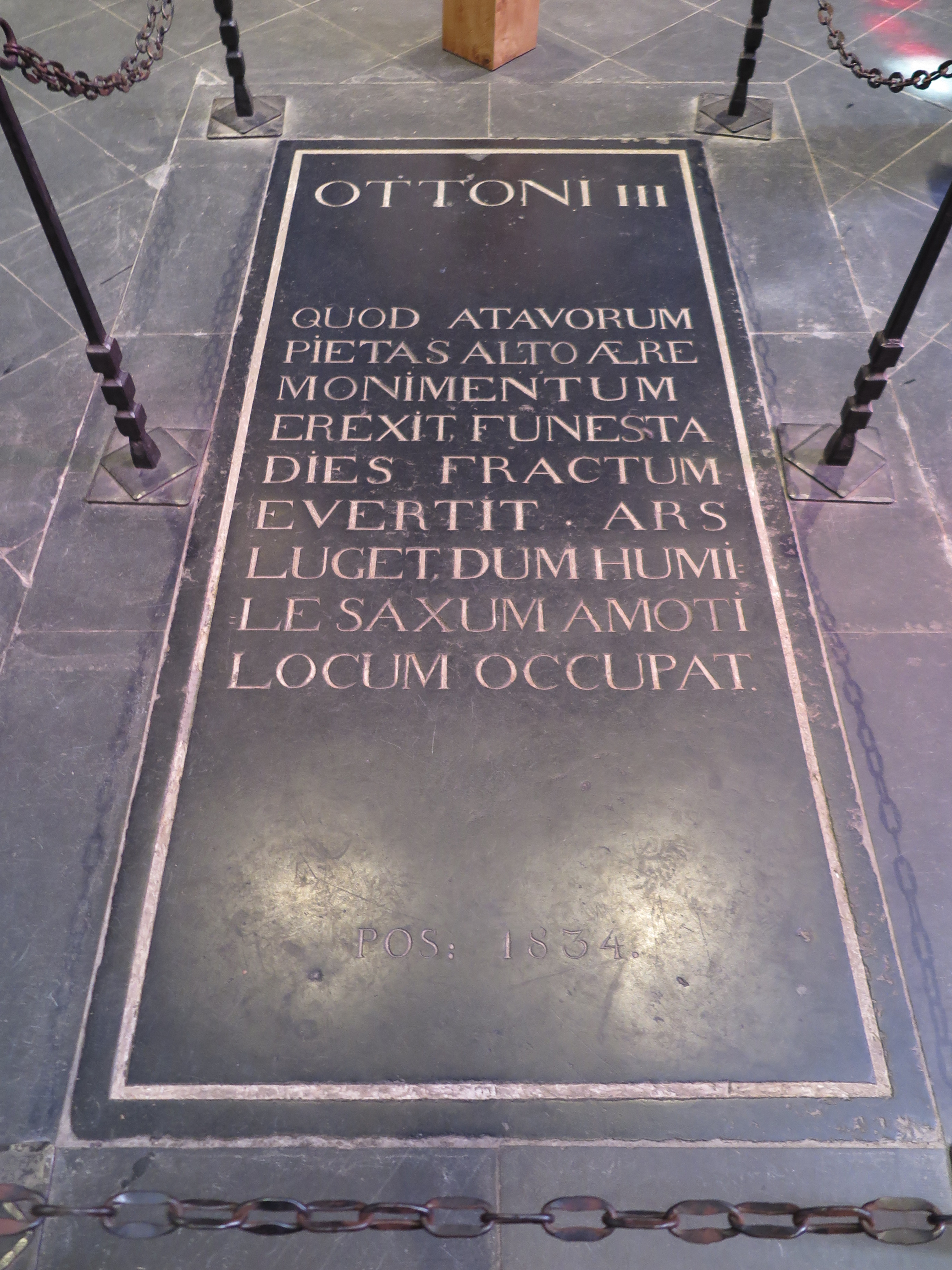
Grób Ottona III

Podczas pontyfikatu Sylwestra II w Rzymie w 1001 roku wybuchł bunt przeciwko cesarzowi. Podczas kilkudniowego buntu Rzymianie oblegali palatium Ottona III. Powszechnie uważa się, że przyczyną buntu było łagodne potraktowanie mieszkańców Tivoli, którzy wcześniej zbuntowali się przeciwko cesarzowi. Spór udało się rozwiązać w wyniku negocjacji. W trakcie pertraktacji Otton III miał wygłosić mowę, w której przedstawił swoją miłość do Rzymu i zaniedbanie przez siebie więzów z ojczystą Saksonią. Przemówienie do Rzymian jest często przedstawiane i oceniane jako świadectwo „antyniemieckiego” nastawienia Ottona III.
Pod koniec 1001 roku cesarz wyruszył pod Rzym. Podczas wyprawy nagle zachorował na morbus italicus (chorobę objawiającą się napadami gorączki). 23 stycznia 1002 roku Otton III zmarł na zamku Paterno w Falerii. Według przekazów zmarł spokojnie, przy otoczeniu swymi zaufanymi ludźmi, a przed śmiercią wyspowiadał się i przyjął eucharystię. Zgodnie z ostatnią wolą został pochowany w Akwizgranie. Ciało cesarza sprowadził do Niemiec Henryk II. W oczach współczesnych nagła śmierć cesarza była karą boską. Według bliskiego współpracownika Ottona III Brunona z Kwerfurtu cesarz popełnił grzech za wydarzenia w Rzymie i odrzuceniu swojej ojczyzny na rzecz Italii. Cesarz nie pozostawił potomków. Tron po nim objął jego kuzyn Henryk II Święty.